# Condado de Buffalo (Dakota do Sul)
O Condado de Buffalo é um dos 66 condados do Estado americano da Dakota do Sul. A sede do condado, bem como sua maior cidade, é Gann Valley. Possui uma área de 1 262 km² (dos quais 44 km² estão cobertos por água), conta com uma população de 2 032 habitantes, e uma densidade populacional de 1,7 hab/km² (segundo o censo nacional de 2000). Compreende a área de maior densidade populacional do estado.
O condado possui uma das taxas de desemprego mais altas do país, cerca de 70% de sua população é desempregada.